# Good Stuff
Good Stuff – szósty album studyjny album grupy The B-52’s, wydany w 1992 roku.
Pochodzący z albumu przebój „Good Stuff” był nominowany do nagrody Grammy w 1993 roku, w kategorii muzyka alternatywna. Jest to jedyny album grupy w tworzeniu którego nie uczestniczyła wokalistka Cindy Wilson.

## lista utworów
1. „Tell It Like It T-I-Is” – 5:13
2. „Hot Pants Explosion” (The B-52’s) – 4:55
3. „Good Stuff” (Pierson, Schneider, Strickland) – 5:58
4. „Revolution Earth” (Pierson, Strickland, Waldrop) – 5:48
5. „Dreamland” (The B-52’s) – 7:35
6. „Is That You Mo-Dean?” (The B-52’s) – 5:32
7. „The World's Green Laughter” – 4:04
8. „Vision of a Kiss” (The B-52’s) – 5:57
9. „Breezin'” – 5:21
10. „Bad Influence” (Pierson, Schneider, Strickland) – 5:41

## Muzycy
The B-52’s
- Kate Pierson – śpiew
- Fred Schneider – śpiew
- Keith Strickland – gitara, instrumenty klawiszowe, śpiew

Gościnnie
- Tawatha Agee – chórki
- Zachary Alford – perkusja
- Nicholas Brown – gitara basowa
- Sterling Campbell – perkusja
- Lenny Castro – perkusja
- Michelle Cobbs – chórki
- John Fischer – śpiew
- Richard Hilton – instrumenty klawiszowe, fortepian
- James „Hutch” Hutchinson – bas
- Pat Irwin – gitara, instrumenty klawiszowe, fortepian, organy Hammonda
- Curtis King – chórki
- Stephen „Doc” Kupka – saksofon barytonowy
- Sara Lee – bas
- David McMurray – flet, saksofon
- Mo-Dean Intergalactic Choir – śpiew
- Justin Masse – instrumenty klawiszowe
- Jeff Porcaro – perkusja
- Gregory Purnhagen – śpiew
- Nile Rodgers – gitara
- Tim Rollins – fortepian
- Amy Shulman – harfa
- Lee Thornberg – trąbka
- Fonzi Thornton – chórki
- Scott Totten – gitara
- Don Was – gitara
- Brenda White-King – chórki
- Tracy Wormworth – bas

## Listy przebojów
| Lista (1992)       | Najwyższa pozycja |
| ------------------ | ----------------- |
| U.S. Billboard 200 | 16                |
| UK                 | 8                 |